# Trachyandra mandrarensis
Trachyandra mandrarensis är en grästrädsväxtart som först beskrevs av Joseph Marie Henry Alfred Perrier de la Bâthie, och fick sitt nu gällande namn av Wessel Marais och Jacqueline Reilly. Trachyandra mandrarensis ingår i släktet Trachyandra och familjen grästrädsväxter.
Artens utbredningsområde är Madagaskar. Inga underarter finns listade i Catalogue of Life.